# Dodo (auteur)
Pour les articles homonymes, voir Dodo.
Dodo, de son vrai nom Marie-Dominique Nicolli, née le 23 juillet 1955 à Rabat au Maroc, est une scénariste de bande dessinée française. 

## Biographie
Née en 1955, elle débute en 1980 au magazine Métal hurlant et collabore depuis cette époque avec le dessinateur Ben Radis. Ils imaginent un groupe de rock parodique, intitulé Les Closh (allusion au groupe The Clash). Puis ils inventent un personnage  de détective privé, Gomina, qui leur permet de dresser une parodie des romans noirs. La série suivante, Max et Nina, est un récit tendre des aléas de la vie d'un couple.

## Publications

### Les Closh
- Paris skouille-t-il ?, Les Humanoïdes associés, 1981
Scénario : Dodo - Dessin : Ben Radis - (ISBN 9781199298034)
- Closh en stock, Les Humanoïdes associés, 1982
Scénario : Dodo - Dessin : Ben Radis - (ISBN 2-7316-0426-3)
- Coco Night, Les Humanoïdes associés, 1983
Scénario : Dodo - Dessin : Ben Radis - (ISBN 2-7316-0426-3)
- Rock around the Closh, Les Humanoïdes associés, 1984
Scénario : Dodo - Dessin : Ben Radis - (ISBN 2-7316-0332-1)
- Les Closh au flop 50, Les Humanoïdes associés, 1989
Scénario : Dodo - Dessin : Ben Radis - (ISBN 2-7316-0632-0)
- Le Grand Karma, Les Humanoïdes associés, 1993
Scénario : Dodo - Dessin : Ben Radis - (ISBN 2-7316-1118-9)

### Gomina
- La nuit porte conseil, Les Humanoïdes associés, 1983
Scénario : Dodo - Dessin : Ben Radis - (ISBN 2-7316-0271-6)
- Le Point du jour, Éditions Albin Michel, L'Écho des savanes, 1987
Scénario : Dodo - Dessin : Ben Radis - (ISBN 978-2-226-02976-8)

### Max et Nina
- Y'a de l'amour ![2], Éditions Albin Michel, Collection L'Écho des savanes, 1997
Scénario : Dodo - Dessin et couleurs : Ben Radis - (ISBN 978-2-226-09533-6)
- Pour le meilleur et pour le pire[3], Éditions Albin Michel, 2002
Scénario : Dodo - Dessin et couleurs : Ben Radis - (ISBN 978-2-226-12688-7)
- Rien que du bonheur, Éditions Albin Michel, 2003
Scénario : Dodo - Dessin et couleurs : Ben Radis - (ISBN 978-2-226-13537-7)[4]
- La vie en rose, Éditions Albin Michel, 2003
Scénario : Dodo - Dessin et couleurs : Ben Radis - (ISBN 978-2-226-15528-3)
- Ça n'arrive qu'aux autres, Éditions Albin Michel, 2007
Scénario : Dodo - Dessin et couleurs : Ben Radis - (ISBN 978-2-226-17745-2)
- Quitte ou double, Drugstore, 2012
Scénario : Dodo - Dessin et couleurs : Ben Radis - (ISBN 978-2-7234-7579-2)
- Home, sweet home, Glénat, 2014
Scénario : Dodo - Dessin et couleurs : Ben Radis - (ISBN 978-2-7234-9139-6)

### One shots
- Ted et Billy, Les Humanoïdes associés, 1986
Scénario : Dodo - Dessin : Ben Radis - (ISBN 2-7316-0378-X)
- Bonjour les Indes[5], La Sirène, 1991
Scénario : Dodo - Dessin : Ben Radis, Jano - (ISBN 2-88369-013-8)
- Suivez le bébé, Les Humanoïdes associés, 1993
Scénario : Dodo - Dessin : Ben Radis - (ISBN 2-7316-1120-0)
- Quatre punaises au club, Éditions Albin Michel, L'Écho des savanes, 1995
Scénario : Dodo, Edith - Dessin : Florence Cestac - (ISBN 2-226-07831-2)
- Pik et Bou, Seuil Jeunesse, 1995
Scénario : Dodo - Dessin : Ben Radis - (ISBN 978-2-02-022060-6)
- Sur la route de seventies, Les Humanoïdes associés, 2000
Scénario : Dodo - Dessin : Ben Radis - (ISBN 2-7316-1377-7)
- Kora et les yakusas, Nathan, 2003
Scénario : Dodo - Dessin : Ben Radis - (ISBN 978-2-226-09533-6)
- Les grands Peintres 14. Renoir , Glénat, 2016
Scénario : Dodo - Dessin et couleurs : Ben Radis - (ISBN 978-2-344-00379-4)
- Les Collines rouges, Futuropolis, 2010
Scénario : Dodo - Dessin : Ben Radis - (ISBN 978-2-7548-0193-5)
- Le Voile noir, Casterman, 2018
Scénario : Dodo - Dessin : Cha
- Une histoire corse[6], Glénat, 2018
Scénario : Dodo - Dessin et couleurs : Glen Chapron

## Prix
- 1994 : Alph-Art humour au festival d'Angoulême pour Les Closh t. 6 (avec Ben Radis)